# Fortive
Fortive é um conglomerado estadunidenses de empresas com sede em Everett, Washington. Teve origem a partir da divisão do conglomerado Danaher Corporation em 2016, criando um novo conglomerado já cotado na Bolsa de Nova York em US$6,2 Bilhões.
Entre as principais empresas pertencentes ao conglomerado estão Fluke, Hart Scientific, Bindicator, Fluke Networks, Dynapar, Tektronix, Gilbarco Veeder-Root, Hengstler, Gasboy, Kistler Morse, Red Jacket, Veeder-Root Contadores, Gems Sensors & Controls, Specialty Product Technologies, Qualitrol, Anderson-Negele, Matco Tools, Setra, Venture Measurement, West Control Solutions e PMA.